# サディウス・オサリヴァン
サディウス・オサリヴァン（Thaddeus O'Sullivan、1947年5月2日 - ）はアイルランド・ダブリン出身の英国の映画監督である。

## 来歴
自国での紛争の日々が耐えられず渡英して、そこで映画製作を学ぶ。1974年より自らの台本による短編を監督。1978年撮影も手掛けた「On a Paving Stone Mounted」を監督。
1981年は撮影監督として、ニール・ジョーダン脚本「Travaller」を担当。以来、自作の短編、ドキュメンタリーを撮る側、自作以外の作品で撮影監督を務めた。
1990年、サスキア・リーヴス、キアラン・ハインズ共演『12月の花嫁』で長編監督デビューし、モントリオール映画祭コンペ外上映ながら絶賛され、FIPRESCI賞を受賞。その後、ヨーロッパ映画賞の審査員特別賞に選出されるなど数々の栄誉を得る。日本ではブリティッシュ・カウンシルで無字幕上映後、NHK-BSで字幕付で放映された。
1995年は、北アイルランド紛争の悲劇を描いた長編第2作『ナッシング・パーソナル』を完成させる。1996年2月に草月ホールで行われた「第1回アイルランドフィルムフェスティバル」で同作が上映されるためゲストとして来日し、サディアス・オサリヴァンと正しく紹介された。
しかし、2000年の『私が愛したギャングスター』公開時にサディウス・オサリヴァンとして誤記し、これによりその後サディウスとして放映、公開されることになった。
近年はイギリスやアイルランドのテレビシリーズを監督している。

## 主な監督作品
- 1990：12月の花嫁 December Bride (シネクラブ無字幕上映後、TV放映)
- 1995：ナッシング・パーソナル Nothing Personal
- 2000：私が愛したギャングスター Ordinary Decent Criminal
- 2008：コーザ・ノストラ Witness to the Mob (テレビ映画)
- 2009：チャーチル 第二次大戦の嵐 Into the Storm (テレビ映画)
- 2010：法医学捜査班 silent witness Silent Witness シーズン13 (日本未放映)
- 2002：The Heart of Me
- 2013：法医学捜査班 silent witness Silent Witness シーズン16 (日本未放映)
- 2013：ヴェラ〜信念の女警部〜  シーズン3 第4話「悲しき絆」/ Prodigal Son Vera
- 2014：ヴェラ〜信念の女警部〜  シーズン4 第1話「ぬぐえぬ傷痕」/ On Harbour Street Vera
- 2016：法医学捜査班 silent witness Silent Witness シーズン19 (日本未放映)
- 2016：シェトランド シーズン2 第1話「汚れた刻印　第1章」Shetland Series 3: Episode 1
- 2016：シェトランド シーズン2 第2話「汚れた刻印　第2章」Shetland Series 3: Episode 2
- 2016：シェトランド シーズン2 第3話「汚れた刻印　第3章」Shetland Series 3: Episode 2
- 2017：法医学捜査班 silent witness Silent Witness シーズン20 (日本未放映)
- 2017：メグレ警視 シーズン2 第2話「ピクラッツのメグレ」